# استفان (پاپ)
پاپ استفان (به انگلیسی: Stephen) یکی از پاپ‌های کلیسای کاتولیک رم بود که در مارس ۷۵۲ میلادی به عنوان پاپ، توسط زکریا (پاپ پیشین) انتخاب شد و به علت سکته قلبی چند روز قبل از رسیدن به مقام رسمی پاپ فوت کرد.